# Blarina brevicauda
Blarina brevicauda là một loài động vật có vú trong họ Chuột chù, bộ Soricomorpha. Loài này được Say mô tả năm 1823. Loài chuột chù này sinh sống ở khu vực đông bắc Bắc Mỹ.

## Mô tả

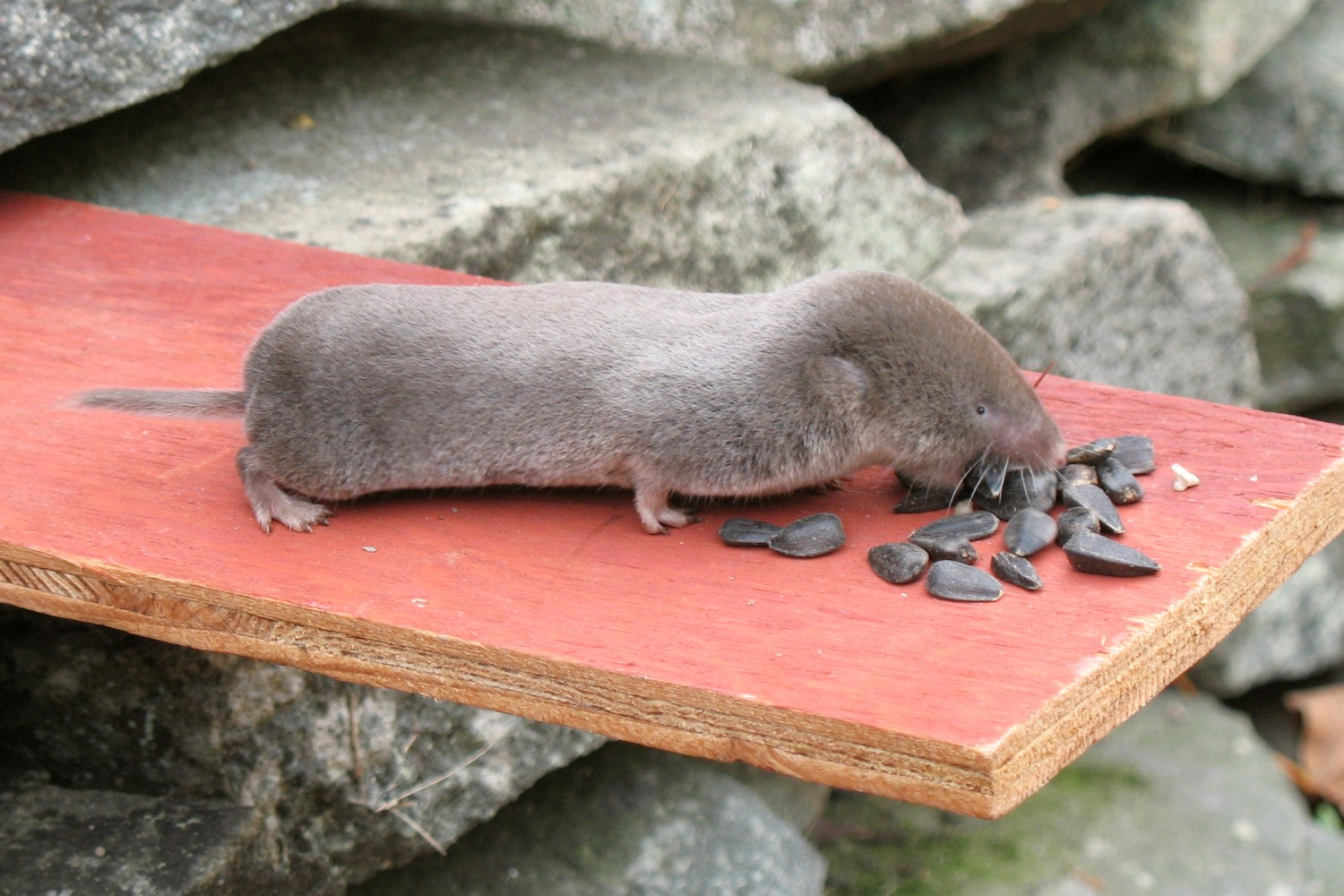
Chuột chù đuôi ngắn phương Bắc

Tổng chiều dài 108 đến 140 mm (4,3 đến 5,5 in), trong đó đuôi dài 18 đến 32 mm (0,71 đến 1,26 in); và cân nặng 15 đến 30 g (0,53 đến 1,06 oz). Loài này hơi lưỡng hình giới tính về kích thước, với con đực lớn hơn con cái một chút. Lông lưng dày và mượt, và có thể có màu đen, đen nâu hoặc xám bạc, với lông bụng và nhạt hơn và xám hơn. Chuột chù thay lông từ một bộ lông mùa hè ngắn và nhạt hơn so với bộ lông mùa đông vào tháng 10 và tháng 11, và trở lại vào khoảng tháng 2 đến tháng 7. Đuôi khá ngắn, chiếm chưa đến 25% tổng chiều d. Cấu hình răng là I 3-3/1-1, C 1-1/1-1, P 3-3/1-1, M 3-3/3-3 = 16/16 = 32. Ba tuyến hương được phát triển tốt một bên của động vật và một bên đặt ở giữa; mùi hương có thể được sử dụng để đánh dấu các vùng lãnh thổ, mặc dù khứu giác của chuột chù được cho là kém.

## Phân bố

### Ghi nhận hóa thạch
Hầu hết các ghi nhận B. brevicauda là từ Pleistocene, tmột kỷ lục từ cuối Pliocene (Blancan tuổi động vật có vú) được quy cho các loài này. Một nguồn khác cho thấy ghi nhận sớm nhất của chi Blarina là mẫu vật của  B. b. Talpoides , từ Blancan (đầu Pleistocene) ở Kansas. Loài này được cho là đã phát sinh ở giữa hoặc cuối Pliocene. The B. b. brevicauda subspecies appeared later.

### Phạm vi
Loài chuột chù này được tìm thấy ở khắp miền trung và miền đông Bắc Mỹ, từ miền nam Saskatchewan đến Atlantic Canada và từ nam đến bắc Arkansas và Georgia. Nó có lẽ là loài chuột chù phổ biến nhất trong khu vực Ngũ Đại hồ. 
Mật độ dân số thường dao động từ năm đến 30 con chuột trên một ha (hai đến 12 con một mẫu), nhưng hiếm khi vượt quá v Phạm vi nhà thông thường của một con chuột chù là 2,5 ha và có thể trùng lặp một chút với phạm vi của các loại chuột khác.

### Môi trường sống
Cả hai môi trường sống bị xáo trộn và không bị xáo trộn đều được sử dụng bởi loài chuột chù đuôi ngắn phía bắc, bao gồm đồng cỏ, cánh đồng cũ, khu vực đầm lầy, khu vực đầm lầy, rụng lá và cây lá kim rừng và vườn hộ gia đình, mặc dù môi trường sống ưa thích là những nơi ẩm ướt với rác lá hoặc vỏ cây dày. Rừng bị đốt cháy không nhanh chóng bị tái chiếm bởi B. brevicauda, và chuột rút nhanh chóng các khu vực phát quang.

## Chế độ ăn
Loài chuột chù này tiêu thụ tới ba lần trọng lượng của nó trong thực phẩm mỗi ngày. Nó ăn một lượng nhỏ dưới mặt đất nấm và hạt, mặc dù nó chủ yếu là ăn thịt. Nó thích côn trùng, giun đất, chuột đồng, ốc sên và chuột chù khác cho phần lớn chế độ ăn uống của nó, mặc dù các loài thuộc bộ có đuôi và chuột nhắt cũng bị chúng ăn. Loài chuột chù này tiêu thụ động vật có xương sống thường xuyên hơn những con chuột khác làm.

### Độc tố
Nước bọt của chuột chù đuôi ngắn phía bắc có chứa kallikrein - giống như protease, được sử dụng để làm tê liệt và khuất phục con mồi. Độc tố này đủ mạnh để giết chết động vật nhỏ, kích thước lớn hơn một chút so với chuột chù và gây ra vết cắn đau đớn cho những người cố gắng xử lý chuột chù. Nước bọt nọc độc được tiết ra từ tuyến dưới da, thông qua một ống dẫn mở ra ở đáy của răng cưa, nơi nước bọt chảy dọc theo rãnh được hình thành bởi hai răng cửa và vào con mồi. Độc tố này có cấu trúc rất giống với chất độc được tạo ra bởi thằn lằn đính cườm Mexico (Heloderma horridum) mà phát triển độc lập độc tố của nó từ cùng một protein tiền chất.

## Hình ảnh

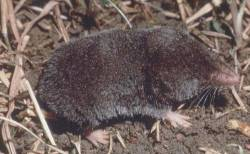
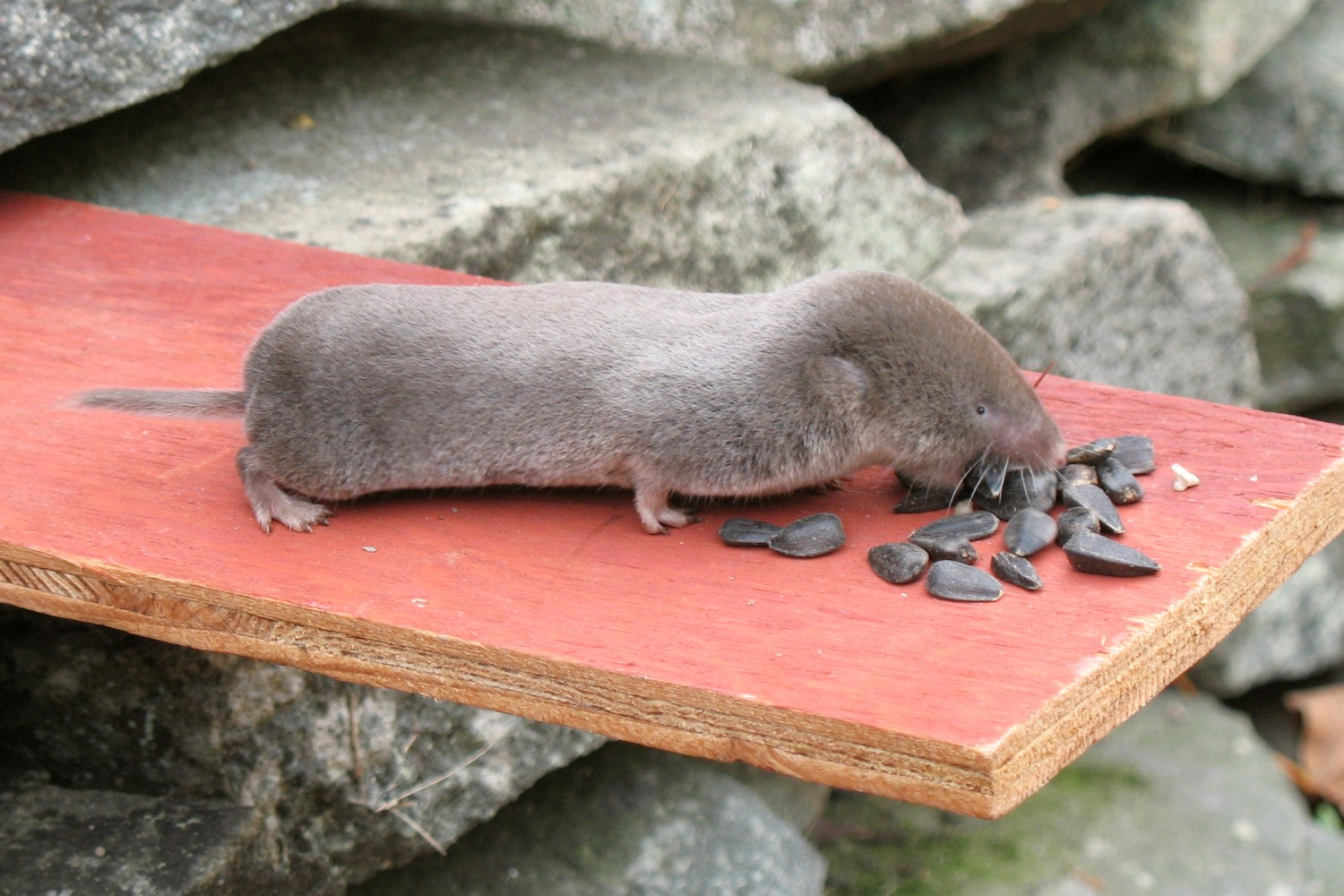
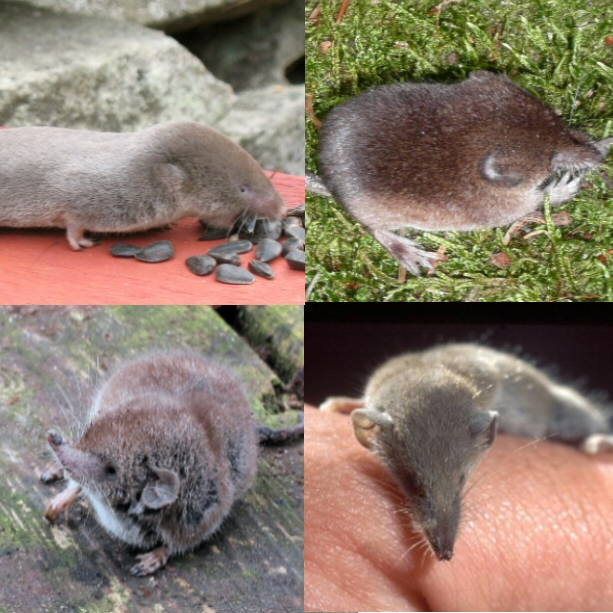
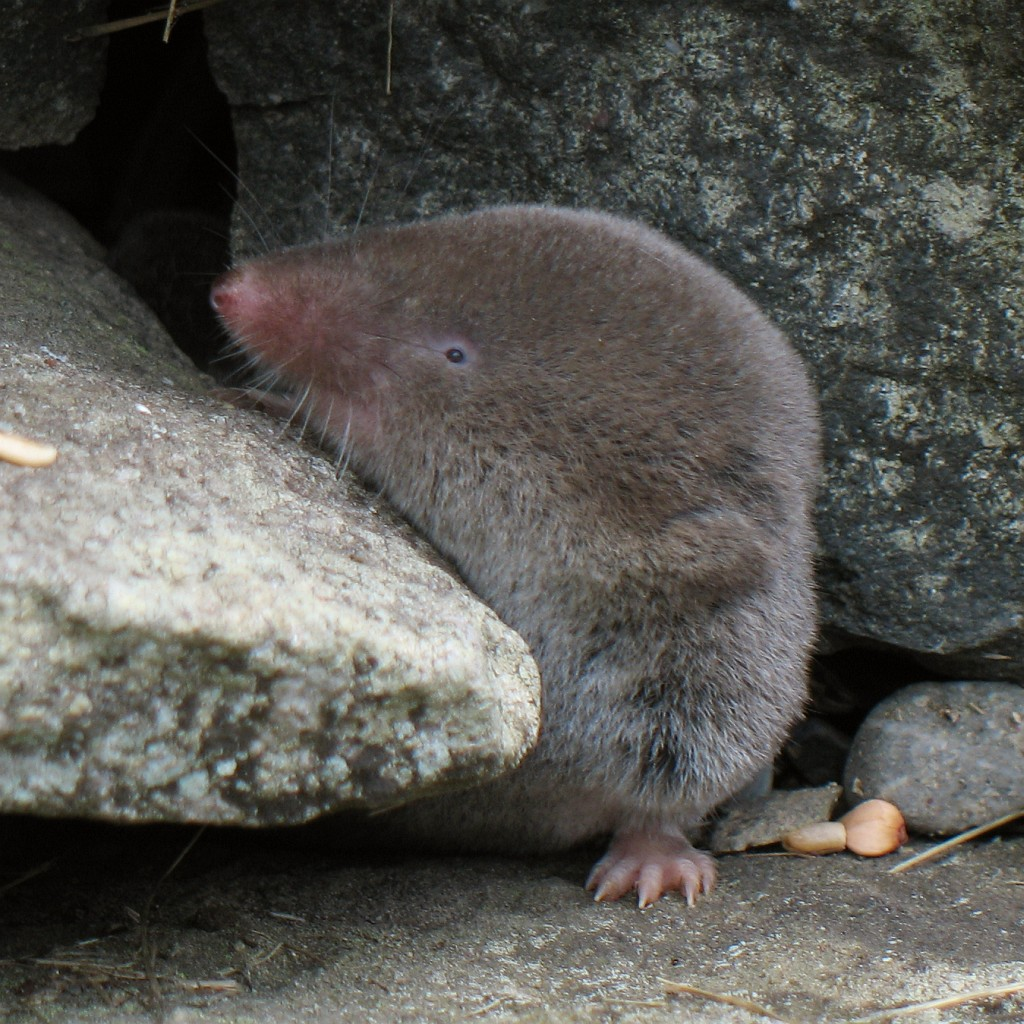